# Acianthera juxtaposita
Acianthera juxtaposita är en orkidéart som först beskrevs av Carlyle August Luer, och fick sitt nu gällande namn av Carlyle August Luer. Acianthera juxtaposita ingår i släktet Acianthera och familjen orkidéer.
Artens utbredningsområde är Panamá. Inga underarter finns listade i Catalogue of Life.